# Спеціалізоване робоче місце людини з інвалідністю
Спеціалізо́ване робо́че мі́сце людини з інвалі́дністю — робоче місце, обладнане спеціальним технічним оснащенням, пристосуваннями і пристроями для праці людини з інвалідністю залежно від анатомічних дефектів чи нозологічних форм захворювання та з урахуванням рекомендації медико-соціальної експертної комісії (МСЕК), професійних навичок і знань особи з інвалідністю. Це робоче місце може бути створено як на виробництві, так і вдома.
Робоче місце людини з інвалідністю — це окреме робоче місце або ділянка виробничої площі на підприємстві (об'єднанні), в установі та організації (далі — підприємство) незалежно від форм власності та господарювання, де створено необхідні умови для праці особи з інвалідністю. Робочим місцем особи з інвалідністю може бути: звичайне робоче місце, якщо за умовами праці та з урахуванням
фізичних можливостей особи з інвалідністю воно може бути використано для його працевлаштування.
Робоче місце людини з інвалідністю вважається створеним, якщо воно відповідає встановленим вимогам робочого місця для людей з інвалідністю відповідної нозології, атестоване спеціальною комісією підприємства за участю представників МСЕК, органів Держнаглядохоронпраці, громадських організацій осіб з інвалідністю, і введено в дію шляхом працевлаштування на ньому людини з інвалідністю. (Пункт 3 із змінами, внесеними згідно з Постановою КМ N 19 (19-2002-п) від 10.01.2002)
Місцеві органи соціального захисту населення разом із громадськими організаціями осіб з інвалідністю з урахуванням рекомендацій МСЕК, побажань людей з інвалідністю, їхніх професійних навичок і знань готують пропозиції щодо створення нових робочих місць, у тому числі для роботи з гнучкими формами зайнятості, і передають їх
відділенням Фонду соціального захисту інвалідів і центрам зайнятості.
Підприємства розробляють заходи щодо створення робочих місць для людей з інвалідністю, включають їх до колективного договору, інформують центри зайнятості, місцеві органи соціального захисту населення та відділення Фонду соціального захисту інвалідів про створення (пристосування) робочих місць для працевлаштування осіб з інвалідністю.
Центри зайнятості та відділення Фонду соціального захисту інвалідів ведуть облік призначених для працевлаштування людей з інвалідністю робочих місць, створюваних понад встановлений норматив, за термінами введення їх у дію, виробничим профілем, умовами і характером роботи.
Підприємствам, які забезпечують норматив робочих місць, призначених для працевлаштування людей з інвалідністю, за рахунок коштів [Фонду соціального захисту] інвалідів надається цільова позика на створення робочих місць, призначених для працевлаштування людей з інвалідністю, у порядку, встановленому постановою Кабінету Міністрів України від 28 грудня 2001 р. N 1767 (1767-2001-п). (Пункт 7 в редакції Постанови КМ N 19 (19-2002-п) від 10.01.2002)
Люди з інвалідністю, які не мають змоги працювати на підприємствах (у тому числі на спеціалізованих), можуть займатися надомною формою праці відповідно до рекомендацій МСЕК та з урахуванням побутових умов.
Місячні завдання людей з інвалідністю, які перебувають у трудових відносинах з підприємством і працюють вдома, мають індивідуальний характер і коригуються підприємством з урахуванням результатів праці. Для виконання роботи вдома підприємство забезпечує осіб з інвалідністю основною і допоміжною сировиною, матеріалами, напівфабрикатами, інструментами, пристосуваннями тощо.
Працевлаштування людей з інвалідністю здійснюється державною службою зайнятості, органами Мінсоцзахисту, місцевими Радами народних депутатів, громадськими організаціями інвалідів з урахуванням побажань, стану здоров'я людей з інвалідністю, їхніх здібностей і професійних навичок відповідно до висновків МСЕК.